# دوره هاکوهو
دوره هاکوهو (به ژاپنی: 白鳳時代 Hakuhō jidai) نام دوره ژاپنی بود. این دوره خارج از سیستم زمان‌بندی نِنگٌو قرار داشته و بعد از دوره هاکوچی و قبل از دوره شوچو واقع شده‌است. این دوره از ۶۷۳ تا دسامبر ۶۸۶ به طول انجامید. در طی این دوره تمّو حکمران ژاپن بود.